# Øster Tørslev
Øster Tørslev is een plaats in de Deense regio Midden-Jutland, gemeente Randers, en telt 879 inwoners (2007).